# Serhij Bojko
Serhij Mykolajovyč Bojko (in ucraino Сергій Миколайович Бойко?; Bilhorod-Dnistrovs'kyj, 30 giugno 1977) è un arbitro di calcio ucraino.

## Carriera
Bojko arriva a dirigere nella massima serie ucraina, la Prem"jer-liha, a partire dal 2008. Tre anni dopo, con decorrenza dal 1º gennaio 2011 è nominato arbitro internazionale.
Fa il suo esordio in una gara tra nazionali maggiori in occasione di un'amichevole disputata nel febbraio 2011, tra Turchia e Corea del Sud.
Dopo aver diretto alcuni turni preliminari di Europa League e partite di qualificazione tra nazionali giovanili, nel settembre 2012 fa il suo esordio nella fase a gironi di tale competizione, dirigendo un match tra Lione e Sparta Praga.
Nel giugno 2013 è tra gli arbitri selezionati dall'UEFA per il campionato europeo di calcio under 21 in Israele. In questa competizione dirige due partite della fase a gironi e una semifinale, quest'ultima tra Spagna e Norvegia.
Nel febbraio 2014 fa il suo esordio nella fase ad eliminazione diretta dell'Europa League, dirigendo una partita di ritorno valida per i sedicesimi di finale.
Il 28 ottobre 2024 arbitra la partita dei play-off di MLS tra FC Cincinnati e New York City.